# Dasyuris micropolis
Dasyuris micropolis är en fjärilsart som beskrevs av Edward Meyrick 1929. Dasyuris micropolis ingår i släktet Dasyuris och familjen mätare. Inga underarter finns listade i Catalogue of Life.